# Districtul Tlemcen
Tlemcen este un district din provincia Tlemcen, Algeria.